# Tachychlora pretiosa
Tachychlora pretiosa är en fjärilsart som beskrevs av Thierry-mieg 1916. Tachychlora pretiosa ingår i släktet Tachychlora och familjen mätare. Inga underarter finns listade i Catalogue of Life.